# Chapman To
Chapman To (nacido el 8 de junio de 1972), también conocido como To Man-chak (杜汶澤), es un actor hongkonés. Se hizo famoso tras interpretar sus personajes en películas de comedia como "Infernal Affairs" e "Initial D".

## Carrera
Comenzó su carrera como actor de televisión trabajando en telenovelas y luego se trasladó para trabajar en la gran pantalla como ser el cine, en el 2000. Interpretó su personaje principal que lo llevó a la fama, conocido como "Tsui Wai-Keung", en la película titulada "Infernal Affairs" dirigida por Andrew Lau Wai-Keung, Alan Mak Siu-Fai; la cual fue nominada a la 22nd Annual Hong Kong Film Awards y ganadora de múltiples premios en este evento, incluyendo mejor película, mejor director, mejor actor, mejor actor de reparto, mejor guion, mejor edición y mejor tema original; así por su interpretación de su personaje como "Itsuki Tachibana" en otra película cómica titulada "Initial D".. En el plano personal se divorció y volvió a casarse a finales del 2005 con la actriz y cantante Kristal Tin, quien actualmente es su esposa. En el 2006, actuó en una película dirigida por Pang Ho-Cheung, titulada "Isabella", que fue protagonizada por la actriz y cantante Isabella Leong.

## Filmografía
- Fist of Fury (1995) TV Series – Jing Wu Men student
- The Good Old Days (1996) TV Series
- My Date with a Vampire (1998) TV Series –  Kam Ching-chung
- House of the Damned (1999)
- Violent Cop (2000)
- The Teacher Without Chalk (2000)
- Jiang hu: The Triad Zone (2000)
- My Date with a Vampire II (2000) TV Series –  Kam Ching-chung
- Let's Sing Along (2001)
- Goodbye, Mr. Cool (2001) – Long Hair
- Never Say Goodbye (2001)
- The Cheaters (2001) – Chi-Wai
- Esprit D'Amour (2001)
- Prison on Fire - Life Sentence (2001)
- Golden Chicken (2002) – Club Owner
- Infernal Affairs (2002) – Tsui Wai-keung
  - Nominated - Hong Kong Film Award for Best Supporting Actor
- The Mummy, Aged 19 (2002)
- Just One Look (2002) – Villager n.º 3
- The Wall (2002)
- Mighty Baby (2002) – Kassey
- The Irresistible Piggies (2002)
- Feel 100% (2002)
- Partners (2002) – Lee Tin Wah
- Dry Wood, Fierce Fire (2002)
- Nine Girls and a Ghost (2002) – Basketball Coach
- Return from the Other World (2002) – Fai
- Black Mask 2: City of Masks (2002) – King (Cantonese voice)
- The Twins Effect (2003)
- Golden Chicken 2 (2003) – Club Owner
- Master Q: Incredible Pet Detective (2003) (voice)
- Infernal Affairs III (2003) – Tsui Wai-keung
- The Spy Dad (2003) – Love Kwan
- Infernal Affairs II (2003) – Tsui Wai-keung
  - Nominated - Hong Kong Film Award for Best Supporting Actor
- Men Suddenly in Black (2003) – Chao
  - Nominatd - Golden Horse Award for Best Supporting Actor
- Black White Forest (2003) – Toast
- Looking for Mr. Perfect (2003)
- Diva: Ah Hey (2003) – Huffman
- Cat and Mouse (2003) – Han Zhang
- My Lucky Star (2003) – Yip's stepmother boyfriend
- Honesty (2003) – Failure Fai
- Kung Fu Soccer (2004) TV Series – Lok
- The Attractive One (2004) – Butt
- Escape from Hong Kong Island (2004) – Policeman
- Six Strong Guys (2004) – Chai
- Super Model (2004)
- Jiang Hu (2004) – Brother To
- Love Is a Many Stupid Thing (2004) – Yan
- Enter the Phoenix (2004) – Kin
- The Beautiful Country (2004) – Chingmy
- A World Without Thieves (2004) – Sha Gen (Cantonese voice)
- Moonlight in Tokyo (2005) – Hoi
  - Nominated - Golden Horse Award for Best Supporting Actor
- Wait 'Til You're Older (2005) – Policeman
- Initial D (2005) – Itsuki Tachibana
- Colour of the Loyalty (2005)
- Confession of Pain (2006) – Inspector Tsui Wing Kwong
- A Melody Looking (2006) – Chapman
- Isabella (2006) – Shing
  - Nominated - Berlin International Film Festival Best Supporting Actor Award
- Trivial Matters (2007)
- Simply Actors (2007) – Crazy Sam
- Lady Cop & Papa Crook (2008)
- True Women for Sale (2008)
- Parking (2008)
- Home Run (2008)
- Rebellion (2009) – Blackie
- OL Supreme (2010) (TV series)
- Ex (2010) Entered into the 2010 Hong Kong International Film Festival
- Once a Gangster (2010) (writer)
- Triple Tap (2010)
- La Comédie humaine (2010) Entered into the 2010 Hong Kong International Film Festival
- The Jade and the Pearl (2010) – Eunuch Yeung
- Legend of the Fist: The Return of Chen Zhen (2010) – Inspector Huang Haolong (voice)
- Who's the Hero (2010) (TV series)
- The Kidnap (2010)
- All's Well, Ends Well 2011 (2011)
- Mr. and Mrs. Incredible (2011)
- Eternal Moment (2011)
- Men Suddenly in Love (2011)
- Hi, Fidelity (2011)
- Love in Space (2011)
- A Simple Life (2011)
- The Sorcerer and the White Snake (2011)
- A Big Deal (2011)
- Turning Point 2 (2011)
- All's Well, Ends Well 2012 (2012)
- Mr. and Mrs. Gambler (2012)
- Marry a Perfect Man (2012)
- Love Lifting (2012)
- The Bounty (2012)
- Vulgaria (2012)
  - Nominated - Hong Kong Film Award for Best Actor
  - Nominated - Golden Horse Award for Best Actor
- Diva (2012)
  - Hong Kong Film Critics Society Award for Best Actor
  - Nominated - Hong Kong Film Award for Best Supporting Actor
  - Nominated - Golden Horse Award for Best Supporting Actor
- Bring Happiness Home (2013)
- Hotel Deluxe (2013)
- The Wedding Diary 2 (2013)
- SDU: Sex Duties Unit (2013)
- The Midas Touch (2013)
- Mr. and Mrs. Player (2013)
- Hello Babies (2014)
- Golden Chicken 3 (2014)
- From Vegas to Macau (2014)
- Black Comedy (2014)
- Naked Ambition 2 (2014)
- Let Go for Love (2014)
- Aberdeen (2014)
- Flirting in the Air (2014)[1]
- Impossible (2014)
- Memory Love (2017).